# Elatostema thomense
Espèce
Synonymes
- Elatostema busseanum H.J.P.Winkl.[2]
- Elatostema gabonense H.Schroet.[2]
- Elatostema paivaeanum var. conrauanum Engl.[2]
- Elatostema thomense Henriq.[2]
- Elatostema zimmermannii Engl.[2]

Elatostema thomense est une espèce de plantes à fleurs de la famille des Urticaceae et du genre Elatostema, endémique de Sao Tomé-et-Principe.